# 2. kinesisk-japanske krig
2. kinesisk-japanske krig (7. juli 1937 – 9. september 1945) var en større krig mellem Republikken Kina og Kejserriget Japan både før og under 2. verdenskrig. Krigen sluttede med Japans totale kapitulation til De Allierede anført af USA i 1945. Den japanske invasion var den japanske hærs strategiske plan som en del af dens plan om at kontrollere hele Sydøstasien. De første manifestationer var kendt som "kinesiske episoder" og blev af den japanske propaganda kaldt "episoder fremprovokeret af Kina" for at nedtone ulovlighederne i de japanske angreb. Den japanske invasion af Manchuriet i 1931 blev således kendt som Mukden Episoden. Den sidste var Episoden på Marco-Polo-Broen i 1937, der markerede starten på den egentlige krig mellem de to lande. 1937–41 kæmpede Republikken Kina alene mod Japan, men efter angrebet på Pearl Harbor blev konflikten en del af 2. verdenskrig.

## Invasionen af Kina
De fleste historikere anser indledningen af den anden kinesisk-japanske krige for Episoden ved Marco Polo-broen/Slaget ved Lugoubroen den 7. juli 1937. Efter slaget ved Lugoubroen i 1937 besatte japanerne Shanghai, Nanjing og det sydlige Shanxi i kampagner, hvori omkring 200.000 japanske og betydeligt flere kinesiske soldater deltog.
Episoden ved Marco Polo-broen markerede ikke alene begyndelsen på en åben men ikke-erklæret krig mellem Kina og Japan, men bidrog også til den anden forenede front mellem Kuomintang og det kinesiske kommunistparti (KKP) vendt mod japanerne. Dette samarbejde fik størst betydning for det belejrede KKP. Misligholdelser af de to formelt allierede kinesiske parter viste sig ofte. Deres alliance var bogstaveligt talt fremtvunget ved våbenmagt, idet Chiang Kai-shek blev kidnappet i Xi'an-episoden og tvunget til at alliere sig med KKP for at slippe fri. Den svage alliance begyndte at gå i opløsning allerede i slutningen af 1938 til trods for Japans fortsatte fremgang i det nordlige Kina, i kystområderne og i den rige Yangtzefloddal i det centrale Kina. Konflikter mellem nationalisterne og kommunisterne blev hyppigere i de områder, som lå uden for japansk kontrol i 1940. Kommunisterne udvidede deres indflydelse ved enhver given lejlighed ved massedemonstrationer, administrative reformer, jord- og skattereformer, som favoriserede bønderne. Mens nationalisterne forsøgte at forhindre spredning af kommunistisk indflydelse.

## Japanernes mål
Japanerne havde hverken som mål eller reel mulighed for at administrere Kina gennem besættelse. Deres mål var at sikre, at Kina fik en japanvenlig regering. En række af det, de foretog sig, gjorde disse lydregeringer upopulære, og japanerne nægtede at forhandle med Kuomintang og det kinesiske kommunistparti. Det kunne måske have medført større popularitet. Japanerne tvang blandt andet den kinesiske befolkning i japansk kontrollerede områder til at veksle deres penge til militærpenge, som skiftende japanske regeringer nægtede at veksle tilbage.

## Kinesisk strategi
Kina var dårligere forberedt på krigen end Japan, og den kinesiske regering havde kun en beskeden militær industriel styrke, få mekaniserede divisioner og så godt som intet panserværn. Til midten af 1930'erne håbede Kina, at Folkeforbundet ville skride ind mod den japanske ekspansion. Men størst betydning havde det, at Kuomintang-regeringen var optaget af borgerkrigen mod kommunisterne. Et berømt citat af Chiang Kai-shek lyder:
"japanerne er en sygdom, som angriber huden, kommunisterne er en sygdom, som angriber hjertet".
Da kommunisterne dannede den nye 4. armé, mens Kuomintangs 8' armé, nominelt var underlagt kommandøren for den Nationale revolutionære armé, var en kinesisk enhedsfront aldrig rigtigt forenet, da begge de kinesiske parter forberedte sig på en konfrontation med den anden part efter, at japanerne var trængt ud. Alle disse negative forhold tvang Kina at anlægge en strategi, hvis primære mål var at bibeholde sin militære styrke, da et fuldt frontalangreb mod japanerne kunne blive fatalt og for at bevare flest mulige styrker til den udsatte borgerkrig. Modstandslommer skulle fortsætte med at kæmpe mod hver fjende og forpeste hans liv i de besatte områder og minimere japanernes administrationsmuligheder i det store Kina. Den strategi førte til, at japanerne egentlig kun kontrollerede byerne og jernbanerne, mens landdistrikterne næsten altid prægedes af partisanaktivitet.
Chiang indså, at for at vinde støtte fra USA og andre nationer, måtte Kina vise sig kampduelig. En hastig tilbagetrækning ville afskrække udenlandsk støtte. Derfor besluttede Chiang at udse slaget om Shanghai til et hovedslag. Chiang sendte sine elitetropper, som var trænet af tyskerne, til at forsvare Kinas største og mest kommercialiserede by mod japanerne. Slaget resulterede i store tab for begge sider og endte med en kinesisk retræte. Selv om slaget militært var et tilbageslag for kineserne, viste det, at kineserne ikke var beredt på at se sig besejret, og det signalerede kinesisk beslutsomhed over for omverdenen. Slaget, som varede over tre måneder, viste sig at højne moralen, da det effektivt satte stop for den japanske propaganda, som havde lovet et erobret Shanghai inden for tre dage og erobret Kina inden for tre måneder.
De mange konfrontationer, som tabtes, ledte til en kinesisk strategi, som sigtede på at standse den japanske offensiv. Store kinesiske områder erobredes tidligt, men snart begyndte fremstødene at gå langsommere. Den kinesiske strategi gik nu ud på at holde japanerne så langt fra sig som muligt, så tilstrækkelig udenlandsk hjælp kunne nå frem, for at man derefter skulle slå japanerne tilbage. Man benyttede blandt andet den brændte jords taktik for at bremse japanerne. Dæmninger blev saboteret og resulterede i Huang He-oversvømningen 1938. I 1940 gjorde begge sider kun minimale fremskridt. Kineserne havde forsvaret deres resterende land med stor fremgang i flere tilfælde, mens en stærk modstandsbevægelse i de japansk kontrollerede områder sikrede, at en sejr syntes umulig for japanerne. Det bragte japanerne til et punkt, hvor de begyndte at anvende en taktik, som kaldtes "brænd alt, slå alt ihjel, ødelæg alt" (三光政策).
År 1941 angreb japanerne Pearl Harbor. Det førte til, at USA sluttede sig til krigen mod Japan. Kina erklærede krig mod Japan den 8. december. Landet havde tidligere undladt at erklære krig, da militærhjælp under en krig ville bryde mod donationsstatens neutralitetsstatus. Nu ændredes strategien fra overlevelse til at opnå en minimering af krigsførelsen. Chiang indså, at amerikanerne ville påtage sig hovedparten af krigsførelsen, og at de også var bedre udrustet til at slås mod japanerne. Han besluttede derfor at nedtrappe sin armés aktiviteter, så han kunne fokusere på borgerkrigens opblussen, efter krigen mod japanerne var afsluttet. I 1945 forudså alle, at Japan snart ville kapitulere, hvorfor kineseren foretog mindre angreb.
Den kinesiske strategi kan deles i tre perioder:
- Første periode: fra 7. juli 1937 (Slaget om Lugou Bridge) til 25. oktober 1938 (Hankous kapitulation). Hovedstrategien var at bytte "land mod tid" (kinesisk: 以空間換取時間). Den kinesisk armé søgte at forsinke den japanske fremrykning mod de nordøstre byer, så at hjemmefronten kunne flygte til Chongqing sammen med embedsmænd og de vigtigste industrier, hvorved en militærstyrke kunne genopbygges.
- Anden periode: fra 25. oktober 1938 (Hankous kapitulation) til juli 1944. Nu begyndte kineserne at anvende "magnetisk krigsføring", hvilket henviste til fremgangsmåden at drage fremrykkende japanske tropper til forud bestemte steder, hvor de kunne overfaldes og blev udsat for flankeangreb og omringning i større slag. Fx det fremgangsrige forsvar af Changsha (長沙) som udspilledes i flere omgange.
- Tredje periode: fra juli 1944 til 15 august 1945. Her foretoges en generel offensiv mod de svækkede japanere.

## Kinesisk og japansk udrustning

### Kinesisk
Den Nationale revolutionære armé bestod af 80 infanteridivisioner à omkring 8.000 mand, ni selvstændige brigader, ni kavaleridivisioner, to artilleribrigader, 16 artilleriregimenter og en eller to panserdivisioner. Den kinesiske flåde opgjordes til 59.000 ton, og det kinesiske flyvevåben havde 600 flyvemaskiner.
De kinesiske våben var hovedsagelig produceret i Hanyang- og Guangdongarsenalerne. Bevæbningen for de fleste tysktrænede divisioner var de tyske geværer 7,92 mm Gewehr 98 og Karabiner 98k. De standardiserede lette maskingeværer var en lokal kopi af den tjekkiske 7.92 mm Brno ZB26. Der fandtes også belgiske og franske lette maskingeværer. Derimod skaffede NRA sig ingen af de berømte Maschinengewehr 34 fra Tyskland, idet de selv proucerede kopier af dem. I gennemsnit var disse divisioner udrustet med et maskingevær per pluton. De tunge maskingeværer var hovedsageligt lokalt fremstillede vandafkølede Maxim-maskingeværer, som var fremstillet i 1924 efter tyske tegninger. I gennemsnit fik hver bataljon et tungt maskingevær (omkring halvdelen af hvad en tysk division fik under krigen). Den standardiserede lette bevæbning var en 7,63 mm-kaliber halvautomatisk Mauser M1932-pistol, som gik under benævnelsen C96.
Visse divisioner var udrustede med 37 mm PAK 35/36 panserværnskanoner og/eller granatkastere fra Oerlikon, Madsen og Solothurn. Hver infanteridivision havde 6 franske Brandt 81 mm granatkastere og 6 Solothurn 20 mm automatkanoner. Visse fristående brigader og artilleriregimenter var udrustet med Bofors 72 mm L/14 eller Krupps 72 mm L/29 bjergkanoner. Der fandtes desuden 24 stk. Rheinmetall 150 mm L/32 sFH 18 haubitsere (som var købt i 1934) og 24 Rheinmetall 150 mm L/30 sFH 18 haubitsere (indkøbt 1936).
Infanteriuniformerne var hovedsagelig omsyede Zhongshandragter. Benbindor var standard for soldater og officerer, da den fortrinsvise transportmåde for NRA-tropperne var til fods. Hjelmene var den tyske M35-hjelm (tillige standardudrustning for Wehrmacht på den europæiske slagmark) fra årene 1935 og 1936. NRA importerede 315.000 af dem med det 12-stjernede emblem på siden, som symboliserede den kinesiske republik. Anden udrustning inkluderede tøjsko for soldater, lædersko for officererne og læderstøvler for de højere officerer. Hver soldat var udrustet med ammunition, ammunitionstaske/patronælte, en vandflaske, kampkniv, madkasse og en gasmaske.

### Japansk udrustning
Skønt Japan havde en signifikant mobil operationel kapacitet, havde det ikke evne til at føre en langvarig krig. Ved udbruddet af den kinesisk-japanske krig bestod den japanske armé af 17 divisioner, hver af disse bestod af omkring 22.000 mand, 5.800 heste, 9.500 geværer og maskinpistoler, 600 tunge maskingeværer af forskellige typer, 108 artilleristykker og 24 kampvogne. Specialstyrker fandtes. Den japanske flåde var på 1.900.000 ton, hvilket var den tredje største i verden, og Japan havde 2.700 flyvemaskiner. Hver japansk divisions styrke svarede til tre regulære kinesiske divisioner.